# Josep Picó López
Josep Picó López (València, 1941) és un sociòleg valencià.
Llicenciat en Filosofia i Lletres per la Universitat de València, actualment és catedràtic de Sociologia. Entre 1967 i 1970 es va especialitzar en la matèria en la Universitat Gregoriana d'Itàlia. A més, des de 1980, va ser director de la Institució Alfons el Magnànim (IAM) i de la Institució Valenciana d'Estudis d'Investigació fins a 1995, amb l'arribada al poder del Partit Popular. És també Life Member del Clare College de Cambridge.
Quant al treball sociològic, els seus principals temes d'anàlisis comprenen, per un costat, l'estudi de la realitat social valenciana, on es remarca la seua tesi doctoral Empresariado e industrialización: el caso valenciano (1976) i, per l'altre, la teoria sociològica, l'estat del benestar i la cultura. Entre les seues publicacions destaquen Teorías sobre el Estado de Bienestar (1987), Sociología y Sociedad (1996) escrita junt amb Enric Sanchis, Cultura y Modernidad: seducciones y desengaños de la cultura moderna (1999) i Los años dorados de la sociología (1945-1975) (2003).